# Prezzemolo in un viaggio da sogno
Prezzemolo in un viaggio da sogno è il secondo videogioco per PC basata sulla mascotte di Gardaland, il drago Prezzemolo. È il seguito di Prezzemolo in una giornata da incubo e, come il predecessore, oltre ad essere un'avventura punta e clicca, ha alcuni doppiatori della serie animata ispirata sempre a Prezzemolo.

## Trama
Il gioco inizia con un riassunto del capitolo precedente, quando Prezzemolo e i suoi amici avevano scoperto che Bambù, il panda inventore di Tanaboo, era stato risucchiato nel mondo dei sogni dalla "Televisogno", la sua ultima invenzione, a causa di un fulmine che era caduto sull'antenna del suo laboratorio la notte prima. Dopo essere riusciti a riattivare la macchina, ripristinare il collegamento tra i due mondi e a parlare con Bambù, i protagonisti cercano di riportarlo nel mondo di Tanaboo ripetendo il processo che l'aveva spedito nel mondo dei sogni, ottenendo un fulmine da un vecchio stregone di nome Inu. Tuttavia il fulmine spedisce anche Prezzemolo nel mondo dei sogni. Qui comincia il nuovo capitolo, nel quale i protagonisti dovranno unire le loro forze per permettere a Prezzemolo e Bambù di tornare a casa.
Mentre si trovano nel mondo dei sogni, Prezzemolo e Bambù scoprono che l'ipotesi sviluppata alla fine dell'episodio precedente, ovvero che il sorgere del sole li avrebbe riportati a casa, ci metterà ben due mesi per attuarsi. Non avendo né cibo né acqua, i due amici cercano un modo per tornare a casa prima, e così si dividono le strade, con Prezzemolo che esplora un limone gigante e Bambù una conchiglia gigante. Poco dopo anche Prezzemolo raggiunge il suo amico panda, ma lo ritrova intrappolato in una caramella gelatinosa in una stanza piena di dolci sotto la conchiglia. Esplorando la zona, Prezzemolo apre un'altra conchiglia più piccola e scopre un collegamento visivo tra il mondo dei sogni e il mondo di Tanaboo. Tramite questo collegamento, Prezzemolo riesce a parlare con alcuni i suoi amici (Aurora, Pagui e Mously), i quali sono ancora nel laboratorio di Bambù a Tanaboo. Prezzemolo spiega agli amici la situazione, compresa quella con Bambù, e Aurora si offre di aiutare con una pozione scollante presente nel suo libro magico che, secondo lei, sarebbe in grado di liberare Bambù. Prezzemolo corre ad informare il panda inventore delle novità, e Bambù rivela che tramite un congegno che stava costruendo, sarebbe possibile scambiarsi oggetti tramite la Televisogno, così da potersi passare anche la pozione scollante. Pagui si offre di cercare il progetto e i pezzi del congegno, che verranno poi messi insieme da Aurora con un incantesimo. Sempre Pagui poi si impegna a procurarsi gli ingredienti da consegnare ad Aurora per realizzare la pozione scollante.
Con la pozione Prezzemolo riesce a tirare fuori dalla gelatina Bambù che, nel mentre che era imprigionato, ha elaborato segretamente il piano di ritorno, e spiega a Prezzemolo che per attuare il piano serviranno due cristalli di zucchero, reperibili nella stanza dei dolci. Nel tentativo di recuperarli, Prezzemolo ne rompe accidentalmente uno, ma rimedia trovandone un altro nel limone gigante. Ormai pronti per il viaggio di ritorno, compare di fronte ai due amici lo stregone Inu dal gioco precedente, che si rivela essere in realtà la strega Zenda, loro vecchia nemica. In quel momento la malefica strega ammette fieramente di essere stata proprio lei ad architettare tutto, così da rendere le notti degli abitanti di Tanaboo piene di incubi, costringendoli a comprare i bei sogni da lei. Ignara del piano di Prezzemolo e Bambù e convinta che resteranno nel mondo dei sogni per sempre, svanisce nel nulla con un: "Addio!". Intanto i due amici raggiungono la conchiglia di collegamento con cui svelano il piano di ritorno ad Aurora, Pagui e Mously. Alla fine Prezzemolo e Bambù riescono finalmente a fuggire dal mondo dei sogni e tornare a Tanaboo. Il gioco si conclude con i protagonisti all'esterno del laboratorio che ringraziano il giocatore per aver giocato e con Zenda che si copre il volto dalla vergogna per la sconfitta.

## Modalità di gioco
Prezzemolo in un viaggio da sogno usa la stessa meccanica del primo capitolo. La prospettiva è in terza persona. La maggior parte degli elementi interattivi consiste nel porre domande agli altri personaggi, nel raccogliere oggetti e nel combinarli tra loro e risolvere diversi enigmi. Il giocatore può deporre gli oggetti nell'inventario, attraverso il quale può usarli ed esaminarli. Certe azioni possono essere compiute in tempi diversi, altre invece risultano inutili ai fini della soluzione, così come alcuni oggetti non vengono mai utilizzati.
Le uniche differenze dal precedente episodio sono:
- arrivati a un certo punto della trama è possibile, oltre a Prezzemolo, controllare anche il gabbiano Pagui. Per arrivare alla fine della trama, sarà necessario alternare il controllo dei due personaggi in base alle situazioni.
- pur essendoci la stessa ambientazione, sono stati rimossi alcuni luoghi esplorabili presenti nel primo videogioco, sostituiti con altri nuovi.

## Doppiaggio
| Personaggio | Doppiatore        |
| ----------- | ----------------- |
| Prezzemolo  | Giuseppe Calvetti |
| Pagui       | Giuseppe Calvetti |
| Aurora      | Angiolina Gobbi   |
| Bambù       | Angiolina Gobbi   |
| Ti-Gey      | Gianni Gaude      |
| Mously      | Patrizia Scianca  |
| Zenda       | Caterina Rochira  |